# Arman Chilmanov
Arman Chilmanov (n. 20 aprilie 1984, Temırtau⁠(d), RSS Kazahă, URSS) este un taekwondist ce a reprezentat Kazahstan, medaliat olimpic. A participat la o ediție a Jocurilor Olimpice (2008) în care a câștigat o medalie de bronz.